# 제일초등학교
제일초등학교는 대한민국 경기도 용인시 처인구에 있는 공립 초등학교이다.

## 학교 연혁
- 1940.04.01 제일학원 개설
- 1946.10.06 양지국민학교 제일분교장 설립
- 1947.12.02 제일국민학교로 승격
- 1950.05.06 제1회 졸업식
- 1985.09.04 병설유치원 개원
- 1996.03.01 제일초등학교로 개칭
- 2006.09.01 돌아오는 소규모 희망학교 가꾸기 연구시범학교 지정
- 2009.03.01 경기도교육청 지정 디지털교과서 연구학교
- 2011.03.01 경기도교육청 지정 혁신학교
- 2013.03.01 제24대 홍정표 교장 부임
- 2014.02.20 제65회 졸업식(졸업생 32명, 누계 2,751명)
- 2014.03.01 초등 12학급, 유치원 1학급 편성